# Огур, Эркан
Эркан Огур (род. 17 апреля 1954 г.) — турецкий композитор и гитарист.

## Биография
Родился 17 апреля 1954 года в Анкаре. Детство провёл в Элязыге, там же начал учиться игре на скрипке и сазе. После окончания школы в Элязыге поступил в Анкарский университет, где в 1970—1973 годах изучал физику. В 1974—1976 годах учился в Германии. Оставил научную карьеру, чтобы стать музыкантом. В 1976 году создал свою первую безладовую гитару.
В 1980 году вернулся в Турцию и начал учиться в Государственной Консерватории при Стамбульском техническом университете. Преподавал игру на уде. Исполнял музыку совместно с Фикретом Кызылоком и Бюлентом Ортачгилем. Свой первый альбом «Arayışlar» Эркан Огур выпустил в Германии. В 1989 году он совершил поездку в США, где сотрудничал с исполнителями блюза. Благодаря Огуру безладовая гитара стала использоваться в блюзе. Через год он выпустил в Турции альбом «Bir Ömürlük Misafir», который занял четвёртую строчку в европейских чартах.
Музыка, написанная Эрканом Огуром для фильма Угура Юджела «Yazı Tura», получила в 2004 году премию «Золотой апельсин» Анталийского кинофестиваля и в 2005 году премию Анкарского кинофестиваля.